# De groene koning
De groene koning is een Belgische stripreeks die begonnen is in november 1991 met Jean Annestay als schrijver en Jacques Armand, Alexandre Coutelis, Gilles Mezzomo en Christian Rossi als tekenaars.

## Albums
Alle albums zijn uitgegeven door Dupuis.
| Nummer | Titel            | Schrijver     | Tekenaar(s)                                                         |
| ------ | ---------------- | ------------- | ------------------------------------------------------------------- |
| 1      | De klopjacht     | Jean Annestay | Jacques Armand, Alexandre Coutelis, Gilles Mezzomo, Christian Rossi |
| 2      | Guaharibo's      | Jean Annestay | Gilles Mezzomo                                                      |
| 3      | De zwarte honden | Jean Annestay | Gilles Mezzomo                                                      |
| 4      | Charmian Page    | Denis Lapière | Gilles Mezzomo                                                      |
| 5      | Het koninkrijk   | Denis Lapière | Gilles Mezzomo                                                      |